# Карашиганак
Карашигана́к (каз. Қарашығанақ) — село у складі Бурлінського району Західноказахстанської області Казахстану. Входить до складу Жарсуатського сільського округу.
Населення — 200 осіб (2021; 248 у 2009, 292 у 1999, 273 у 1989).